# Misofonia
A misofonia, conhecida também como a síndrome da sensibilidade seletiva ao som, é um distúrbio caracterizado pela aversão a certos sons que podem causar forte reação emocional, como raiva, desconforto geral, nojo, ansiedade e comportamentos de esquiva e fuga. O distúrbio está associado à hiperconectividade entre os sistemas auditivo, autonômico e límbico e pode afetar adversamente a capacidade de atingir objetivos de vida e desfrutar de situações sociais.
- Originada no campo da audiologia em 2001,  a condição permaneceu em grande parte não descrita na literatura clínica e de pesquisa até 2013, quando um grupo de psiquiatras do Centro Médico da Universidade de Amsterdã publicou uma série detalhada de casos de misofonia e propôs a condição como uma "nova transtorno psiquiátrico" com critérios diagnósticos definidos.[4]

Atualmente, a misofonia não está listada como uma condição diagnosticável no DSM-5-TR, CID-11 ou qualquer manual semelhante, tornando difícil para a maioria das pessoas com a condição receber diagnósticos clínicos oficiais de misofonia

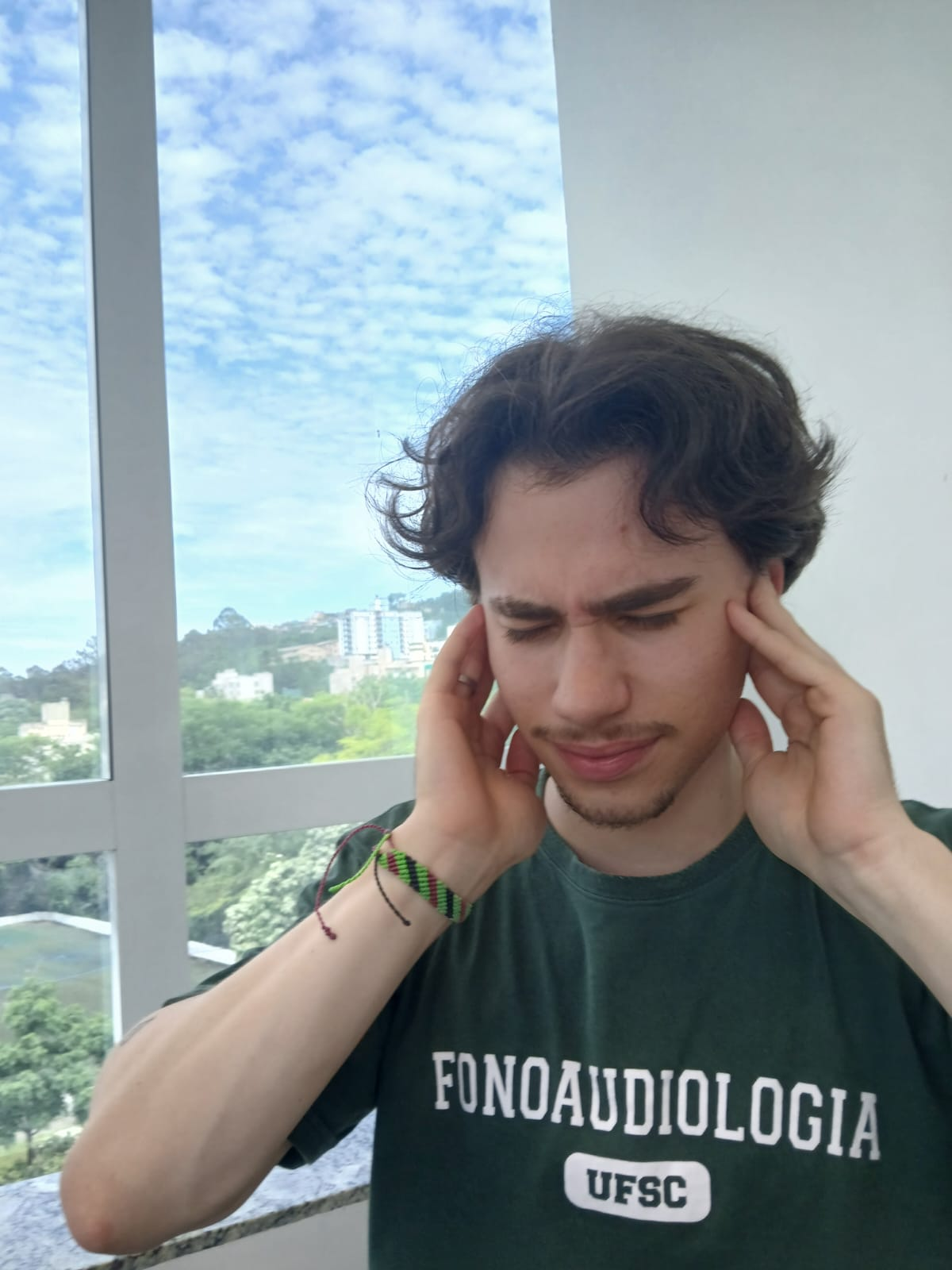
Reação ao som na misofonia

## Etiologia
As causas da misofonia ainda não são totalmente esclarecidas, mas pode estar relacionada à uma combinação de fatores neurológicos, genéticos e ambientais.
Pesquisas e cuidados de saúde em relação à misofonia são atualmente escassos. Há uma falta de ferramentas de avaliação  para medir os sintomas misofônicos com precisão e também não há protocolos para seu tratamento que sejam cientificamente apoiados.
Entretanto, a alta incidência da misofonia na distribuição familiar pode sugerir a possibilidade de haver uma etiologia hereditária. Para além disso, a misofonia pode ocorrer sem a presença de patologias auditivas centrais ou periféricas, tais como o Transtorno do Processamento Auditivo Central ou então Perda Auditiva.
Ademais, a especificidade dos estímulos que desencadeiam a misofonia sugere que os sintomas não são causados por uma alteração no sistema auditivo.

## Sintomas
O quadro pode incluir uma variedade de emoções negativas, que variam de aborrecimento à raiva, com possíveis ativações da resposta de luta ou fuga. Gatilhos comuns que desencadeiam os sintomas incluem sons orais (respiração alta, mastigação, deglutição), sons de cliques (teclado, dedos, clicar de uma caneta) e sons associados ao movimento (inquietação). Os sons odiados costumam ser repetitivos por natureza e tipicamente produzidos por outros indivíduos, havendo a tendência de evocar "reação misofônica" que consistente em emoções negativas (tais como irritação, raiva, ansiedade ou nojo) e aumento de respostas do sistema simpático, manifestando-se em sintomas físicos como tensão muscular, aumento da frequência cardíaca e sudorese.
Apesar de a misofonia não ser caracterizada como um transtorno psiquiátrico, os sintomas causam sofrimento significativo aos indivíduos, sendo necessários mais estudos para melhor caracterização clínica e tratamento da síndrome. Um subtipo de misofonia é a fonofobia, em que o medo a determinados sons é o fator. As pesquisas científicas sobre o tema, têm relacionado misofonia à ansiedade, zumbido, transtorno obsessivo-compulsivo (TOC) e hiperacusia.

### Impacto na vida diária
Uma vez que o gatilho sonoro é percebido as pessoas com misofonia podem apresentar dificuldade para ignorar o estímulo, podendo apresentar sofrimento e angústia além de comprometimento no funcionamento social, ocupacional ou acadêmico. Muitas das pessoas com misofonia tem ciência de que suas reações aos sons são desproporcionais conforme as circunstâncias com isso, sua dificuldade de regular suas respostas frente à estes estímulos podem levar à sentimentos de vergonha, culpa e isolamento.

## Avaliação Audiológica
A avaliação audiológica sugerida para o diagnóstico da Misofonia inclui:
- Audiometria Tonal Liminar
- Medidas de Imitância Acústica
- Emissões Otoacústicas
- Limiar de Desconforto Auditivo

Também pode incluir teste de processamento auditivo central, avaliação do zumbido e potenciais auditivos evocados.

## Tratamento
O principal objetivo do tratamento da misofonia é ajudar o indivíduo a lidar com a reação emocional causada pelos sons gatilhos. Isso porque essa condição envolve emoções que não são fáceis de se acostumar apenas com a exposição ao som, fazendo com que reduzir ou eliminar o som não seja o foco principal do tratamento.
Atualmente, a misofonia não apresenta um tratamento especifico, com limitadas pesquisas cientificas voltadas para tratamento e intervenção dos sinais e sintomas da condição. Estudos recentes investigaram a eficácia de terapia cognitiva comportamental, terapia de exposição e tinnitus retraining therapy para o tratamento de pessoas com misofonia.
- A Terapia de Habituação do Zumbido (TRT), consiste em aumentar, de forma gradual, a exposição aos sons gatilhos, associando essa exposição a situações agradáveis e reforço positivo, ajudando assim a diminuir os sintomas.[2]

### Estratégias
As estratégias para lidar com a misofonia partem do próprio sujeito e variam de adaptações para "cancelar" o som gatilho, uso de fones ou música para mascarar o som, foco em outros sons, autodistração e diálogos positivos internos.

## Origem do termo
"Misofonia" vem das palavras gregas antigas μῖσος (IPA: /mîː.sos/ ), que significa "ódio", e φωνή (IPA: /pʰɔː.nɛ̌ː/ ), que significa "voz" ou "som", traduzindo livremente como "ódio ao som", e foi cunhada para diferenciar a condição de outras formas de diminuição da tolerância ao som, como hiperacusia (hipersensibilidade a certas frequências e faixas de volume) e fonofobia (medo de sons).
 

O termo "misofonia" foi usado pela primeira vez em um periódico revisado por pares em 2002.  Antes disso, o distúrbio era mais comumente chamado de "síndrome de sensibilidade seletiva ao som" ou "4S", um termo cunhado pela fonoaudióloga Marsha Johnson. Pawel Jastreboff e Margaret M. Jastreboff cunharam o termo "misofonia" em 2001 com a ajuda de Guy Lee,  introduzindo-o em seu artigo "Hiperacusia".